# 野中アンディ
野中 アンディ（のなか アンディ、1970年5月24日 - ）は日本のコミュニケーション学者。文学博士。元大学准教授。

## 来歴
本名、野中昭彦。コミュニケーションスキル協会代表理事、株式会社コムスキル代表取締役社長。身長167cm。趣味はゴルフとデコイ制作。
福岡県春日市生まれ、春日市育ち。福岡県立春日高等学校卒業、福岡大学人文学部英語学科卒業。
大学在学時にアメリカ、カンザス大学に交換留学。そこで本格的なコミュニケーション学と出会う。
その後、日本通運、英進館で勤務した後、再びカンザス大学へ渡り、大学院修士課程を修了。西南学院大学にて博士号を取得。
アンディの英語名は、アメリカに住んでいたときに単に便利だからという理由で適当につけた。
中学から高校にかけてプロゴルファーになろうと夢見ていた。中学に入学したときに隣に住んでいた同級生、原口秀樹（JGAプロゴルファー、佐賀クラシック所属）に影響され、ゴルフを始める。中学、高校と九州ジュニアに出場したがどれも芳しくなかったため、プロゴルファーになる夢は諦める。
福岡大学では一時期ゴルフ部に所属していたが、授業でのコミュニケーション学との出会いは野中の人生を大きく方向転換させた。本場でこの学問を学びたいと考え交換留学制度を利用して1年間の留学を終えた。その後もアメリカの環境で同じ学問を追究したいと考え、日本通運、英進館で勤務した後、再度カンザス大学へ私費で留学し、大学院コミュニケーション学専攻へ入学した。そこでコミュニケーション学修士号を取得。修士論文のテーマは「ビデオを用いたいじめ防止プログラムの効果」。翌年、西南学院大学大学院文学研究科に入学。同大学にて博士号を取得。文学研究科で第一号の博士号となった。博士論文のテーマは「介護施設に見られる意味の等位操作の研究」。
大学院を卒業した2003年から西南学院大学と北九州市立大学で非常勤講師として英語を教える。翌年、福岡大学に外国語講師として勤務を開始したため北九州市立大学は辞職した。2006年4月に関東学院大学人間環境学部現代コミュニケーション学科に講師として採用され6年間勤務。その後、中村学園大学に移り5年勤務し、准教授の職を2016年3月に辞めた。
2016年4月～現在　株式会社コムスキル代表取締役 
2018年8月～現在　一般社団法人コミュニケーションスキル協会（CSA）代表理事
2023年7月～現在　NEXs Tokyo 英語ピッチメンター

## 活動
CSAは2019年1月から本格稼働した。2018年8月から12月にかけては、講座を構築するのを手助けするゼロ期生9名のメンバーからスタートした。当初はプレゼンテーション講座2級、1級の二部構成だったが、その後マスター講座、グランドマスター講座、そして対人コミュニケーション、組織コミュニケーション、異文化間コミュニケーションの専科が作られた。株式会社コムスキルはCSAの事務受託会社である。
CSAは論理と修辞の専門とするパブリックスピーキングの講座を展開している。発表当日の振る舞いや話し方だけではなく、原稿の段階から説得力ある言葉を使えるようになるのが目的である。
2019年秋からは3級が作られ、翌年4月から2021年夏まではプレゼンテーション講座の入門クラスとして受講必須講座として指定されていた。2020年1月からはCSA英会話が開始。同年4月からは修辞に特化した小中学生向けプレゼンテーション道場を開始した。その後、パブリックスピーキング道場へと名称を変え、大人向けの道場は2021年1月に開始。2022年2月にはCSA講師養成講座が大幅に変更され、マスター、グランドマスター講座は3つに分割され、初級アップグレーダー、中級アップグレーダー、上級アップグレーダーへと変更された。
講師養成講座向けに作られたCSA添削マニュアルを一般向けに公開した添削講座がヒット。キャリアコンサルタントや教員などの添削を生業としている人たちが受ける講座となった。キャッチフレーズは「面白いほど受かるES添削」。

## 講演
2024年2月 　 福岡市城南区小学校PTA連合会
2024年2月 　 熊本高等専門学校八代キャンパス
2023年12月　長崎県佐世保市PTA連合会
2023年10月　長崎県波佐見町PTA連合会
2023年8月　  長崎県松浦市3校合同PTA連合会
2023年7月  　八女学院中学校保護者会
2023年5月　  長崎県PTA連合会
2022年12月　角川ドワンゴ学園N高等学校S高等学校N中等部
2022年11月　対馬市PTA連合会
2022年6月　  横須賀市幼稚園／保育園
2021年12月　熊本高等専門学校八代キャンパス
2021年11月　宮城県登米市米山東小学校
2021年9月　  水インフラマネジメント大学
2021年9月　  Regusオンライン講演
2020年10月　福岡大学人文学部
2020年6月　  南山大学
2021年12月　全国語学教育学会
2019年12月　横須賀学院
2019年12月　横須賀市衣笠中学校
2019年10月　博多ロータリークラブ
2018年8月　  福岡県糸島私立前原小学校
2019年6月　  大学英語教育学会
2017年10月　全国女性税理士連盟

## 出演
大学教員時代から福岡のRKB毎日放送に不定期パーソナリティーとして出演している。「こだわりハーフタイム」「ピンぼけ」にゲストパーソナリティーとして、また4月には「ピンぼけ」パーソナリティーであった平田篤史とタッグを組み、「エブリバディ　エフバディ」をメインパーソナリティーとして担当した。